# Бучнево (Архангельская область)
Бучнево — деревня в Вельском районе Архангельской области. Входит в состав муниципального образования «Попонаволоцкое».

## География
Деревня расположена в южной части Архангельской области, в таёжной зоне, в пределах северной части Русской равнины, в 106 километрах на север от города Вельска, на правом берегу реки Ваги. Ближайшие населённые пункты: на западе, на противоположной стороне реки, деревня Захарово.
Часовой пояс
Бучнево, как и вся Архангельская область, находится в часовой зоне МСК (московское время). Смещение применяемого времени относительно UTC составляет +3:00.

## Население
| 2002 | 2010 | 2012 | 2014 |
| ---- | ---- | ---- | ---- |
| 7    | ↘4   | ↘0   | →0   |

## История
В деревне в конце 19-го века находилась Крестовоздвиженская часовня, приписанная к Попонаволоцкому приходу.
Указана в «Списке населённых мест по сведениям 1859 года» в составе Шенкурского уезда(1-го стана) Архангельской губернии под номером «1987» как «Бучневская». Насчитывала 19 дворов, 78 жителей мужского пола и 79 женского.
В деревне Бучнево 14 июля 1924 года родился советский военно-морской деятель и теоретик, вице-адмирал, доктор военных наук Василий Григорьевич Кичёв. В 2005 году ему было присвоено звание «Почётный гражданин города Вельска» (посмертно). В 2007 году в деревне Бучнево, где Василий Григорьевич проводил каждый свой отпуск, был открыт памятник В. Г. Кичёву. Ежегодно около трёх десятков моряков, жителей Вельского и Шенкурского районов, жизни которых связаны с подводным флотом, собираются у памятника адмиралу в день его рождения.